# Criptocomunism
Criptocomunismul este un termen utilizat în descrierea indivizilor sau organizațiilor care adoptă sau susțin valorile ideologiei comuniste, însă nu își fac agenda publică de frica persecuției sau sinuciderii politice. Conform Merriam-Webster, un criptocomunist reprezintă un individ care simpatizează ideile comuniste sau este în secret membru al Partidului Comunist. Criptobolșevism este sinom și afirmă simpatia față de bolșevism.
În Statele Unite, etichetele de criptocomunist și criptofascist sunt deseori aplicate cu sens peiorativ de către oponenții politici, implicând faptul că oricine susține o politică particulară trebuie să fie în secret extremist.